# Classe Farragut (1958)
Pour les autres classes de navires du même nom, voir classe Farragut.
La classe Farragut est une classe de dix destroyers lance-missiles de l'United States Navy construits entre 1957 et 1961 et actifs jusqu'en 1993. C'est la seconde classe de navire américain à porter ce nom, après la classe Farragut (1934).
Cette classe est parfois appelée classe Coontz, car l'USS Coontz (DDG-40) est le premier navire de la classe conçu et construit comme un navire lance-missiles, alors que les trois navires précédents ont initialement été conçus comme des unités armées de canons. La classe a d'abord désignée comme une classe de « Destroyer leader » (DL/DLG), mais elle a ensuite été reclassée comme une classe de destroyers lance-missiles après la reclassification des navires en 1975.

## Conception
La classe Farragut est la première classe d'escorte de porte-avions armés de missiles à être construite comme telle pour l'US Navy. Les navires ont une longueur hors-tout de 156,2 m, un maître-bau de 16,0 m et un tirant d'eau de 5,4 m. Ils déplacent 5 739 t à pleine charge. Leur équipage se compose de 23 officiers et de 337 marins.
Les navires sont équipés de deux turbines à vapeur à engrenages, chacune entraînant un arbre d'hélice, utilisant la vapeur fournie par 4 chaudières à tubes d'eau. Les turbines produisent 85 000 chevaux-vapeur (63 000 kW) pour atteindre la vitesse de 32 nœuds (59,3 km/h). La classe Farragut avait une portée de 5 000 milles marins (9 260 km) à 20 nœuds (37 km/h).
Les navires de la classe Farragut sont armés d'un canon de 5 pouces/54 calibres Mark 42 à l'avant et de deux supports doubles pour les canons de 3"/50, un sur chaque bord du navire. Ils sont également équipés d'un lanceur ASROC à huit cellules situé entre le canon de 5 pouces et le pont. L'USS Farragut (DDG-37) est le seul navire de sa classe à disposer d'un magasin ASROC monté derrière le lanceur. Les navires de la classe Farragut sont déjà très lourds et l'ajout d'un magasin aurait aggravé la situation, c'est pourquoi il est décidé de ne pas équiper les neuf autres navires avec ce dernier. La défense anti-sous-marine à courte portée est assurée par deux triples tubes lance-torpilles Mk 32 de 324 mm. L'armement principal des Farraguts est le missile antiaérien Terrier conçu pour défendre le groupe de combat des porte-avions. Ils sont tirés par le lanceur Mark 10 à deux bras et les navires arment un total de 40 missiles pour le lanceur.

## Histoire
Initialement mis en service comme frégates lance-missiles (DLG), les navires sont reclassés comme destroyers lance-missiles (DDG) dans le cadre de la reclassification des navires de l'United States Navy en 1975. Ce sont également les seuls navires à être renumérotés dans le cadre du réalignement, la première unité passant de l'identification DLG-6 à DDG-37 et tous les navires suivants étant renumérotés dans l'ordre. Au cours de divers réaménagements, tous les navires voient leurs deux supports de canon de 3" retirés et remplacés par deux quadruples lance-missiles antinavires Harpoon et leurs radars de contrôle de tir et de recherche mis à niveau pour pouvoir accueillir des missiles SM-2ER. Tous les navires de cette classe sont retirés du service entre 1989 et 1994, puis vendus pour la ferraille.

## Liste des navires
| Nom              | Numéro | Constructeur                 | Lancement        | Mis en service   | Retiré du service |
| ---------------- | ------ | ---------------------------- | ---------------- | ---------------- | ----------------- |
| Farragut         | DDG-37 | Bethlehem Steel Corporation  | 18 juillet 1958  | 10 décembre 1960 | 31 octobre 1989   |
| Luce             | DDG-38 | Bethlehem Steel Corporation  | 11 décembre 1958 | 20 mai 1961      | 1er avril 1991    |
| Macdonough       | DDG-39 | Bethlehem Steel Corporation  | 9 juillet 1959   | 4 novembre 1961  | 23 octobre 1992   |
| Coontz           | DDG-40 | Puget Sound Naval Shipyard   | 6 décembre 1958  | 15 juillet 1960  | 2 octobre 1989    |
| King             | DDG-41 | Puget Sound Naval Shipyard   | 6 décembre 1958  | 17 novembre 1960 | 28 mars 1991      |
| Mahan            | DDG-42 | San Francisco Naval Shipyard | 7 octobre 1959   | 25 décembre 1960 | 15 juin 1993      |
| Dahlgren         | DDG-43 | Philadelphia Naval Shipyard  | 16 mars 1960     | 8 avril 1961     | 31 juillet 1992   |
| William V. Pratt | DDG-44 | Philadelphia Naval Shipyard  | 6 mars 1960      | 4 novembre 1961  | 30 septembre 1991 |
| Dewey            | DDG-45 | Bath Iron Works              | 30 novembre 1958 | 7 décembre 1959  | 31 août 1990      |
| Preble           | DDG-46 | Bath Iron Works              | 23 mai 1959      | 9 mai 1960       | 15 novembre 1991  |